# Chiesa dei Santi Cosma e Damiano (L'Aquila)
La chiesa dei Santi Cosma e Damiano è una chiesa scomparsa dell'Aquila, situata nel quarto di San Pietro.
Dovette la sua realizzazione agli abitanti del castello di Cagnano Amiterno, che contribuirono così alla fondazione della città nel XIII secolo. Danneggiata in seguito al terremoto dell'Aquila del 1703, non fu più ricostruita.

## Storia
L'edificazione della chiesa si fa risalire al periodo immediatamente successivo alla fondazione dell'Aquila. La struttura venne innalzata dai castellani di Cagnano Amiterno all'interno del proprio locale, nel quarto di San Pietro, probabilmente all'incrocio delle attuali via Castiglione e via dei Marrucini, a poca distanza dalle mura cittadine.
Secondo alcune ricostruzioni storiche, la chiesa era speculare a quella di San Paolo di Barete, cioè posta al margine meridionale di una piazza con fontana che era sormontata dalla chiesa dei baretani. Il complesso architettonico formato dai due edifici era inoltre collocato lungo l'asse di via Barete-via Forcella che, fino al XVI secolo, costituiva il principale decumano della città. In questa posizione, la chiesa è rappresentata in alcune piante ad opera di Girolamo Pico Fonticulano, dapprima con il titolo di San Cosimo (1575) quindi con quello dei Santi Cosma e Damiano (1600).
Nel XVI secolo, forse per lo scarso utilizzo, la chiesa venne affidata alla Congregazione degli ortolani della Rivera che gestivano anche la vicina chiesa di San Giacomo della Rivera.
La chiesa subì gravissimi danni dal terremoto dell'Aquila del 1703 ma, a differenza della prospiciente San Paolo, non venne mai ricostruita e giacette diruta per lungo tempo. Nel XX secolo, l'edificazione del quartiere Banca d'Italia ne cancellò le deboli tracce rimaste.